# Helietta
Helietta es un género botánico de planta en la familia de las Rutaceae. El género fue nombrado en honor del médico francés Lewis Théodore Hélie (1804-1867).

## Especies
(lista incompleta)
- Helietta cubensis Monach & Moldenke
- Helietta glaucescens Urban
- Helietta longifolia, canela de venado
- Helietta longifoliata Britton (sin. Helietta apiculata)
- Helietta multiflora Engl.
- Helietta parvifolia (A. Gray) Benth., barreta[4] México)[5]